# Brittany Phelan
Brittany Phelan (ur. 24 września 1991 w Sainte-Agathe-des-Monts) – kanadyjska narciarka dowolna specjalizująca się w skicrossie. Do 2015 roku uprawiała narciarstwo alpejskie.

## Kariera
Po raz pierwszy na arenie międzynarodowej pojawiła się 16 grudnia 2006 roku w Saint-Côme, gdzie w zawodach FIS Race zajęła trzecie miejsce w slalomie. W 2008 roku wystąpiła na mistrzostwach świata juniorów w Formigal, gdzie jej najlepszym wynikiem było 27. miejsce w slalomie. Jeszcze trzykrotnie startowała na imprezach tego cyklu, najlepszy wynik osiągając podczas mistrzostw świata juniorów w Crans-Montana w 2011 roku, gdzie była piąta w slalomie.
W Pucharze Świata w narciarstwie alpejskim zadebiutowała 29 listopada 2009 roku w Aspen, gdzie nie zakwalifikowała się do pierwszego przejazdu slalomu. Pierwsze pucharowe punkty wywalczyła 10 listopada 2012 roku w Levi, zajmując 28. miejsce w tej samej konkurencji. Najwyższą lokatę zanotowała 29 stycznia 2013 roku w Moskwie, gdzie była dziewiąta w slalomie równoległym. Jej ostatni pucharowy start miał miejsce 13 stycznia 2015 roku we Flachau, gdzie ponownie nie zakwalifikowała się do pierwszego przejazdu slalomu. W 2014 roku wystartowała na igrzyskach olimpijskich w Soczi, gdzie była piętnasta w slalomie. Zajęła też między innymi 30. miejsce na rozgrywanych rok wcześniej mistrzostwach świata w Schladming.
Od 2015 roku startuje w zawodach w skicrossie. W Pucharze Świata w narciarstwie dowolnym zadebiutowała 16 stycznia 2016 roku w Watles, zajmując 17. pozycję. Tym samym już w swoim debiucie wywalczyła pierwsze pucharowe punkty. Na podium zawodów tego cyklu po raz pierwszy znalazła się 12 grudnia 2017 roku w Arosie, kończąc rywalizację na trzeciej pozycji. W zawodach tych wyprzedziły ją jedynie Sandra Näslund ze Szwecji i Niemka Heidi Zacher. W 2017 roku została też zgłoszona do startu na mistrzostwach świata w Sierra Nevada, jednak ostatecznie nie wystąpiła. Na igrzyskach olimpijskich w Pjongczangu w 2018 roku wywalczyła srebrny medal w skicrossie. W sezonie 2017/2018 zajęła trzecie miejsce w klasyfikacji skicrossu. W 2019 roku na mistrzostwach świata w Solitude zajęła 6. miejsce.
W lutym 2020 roku podczas zawodów pucharowych we francuskim Megève doznała upadku, wskutek którego zerwała w kolanie więzadło krzyżowe przednie oraz więzadło poboczne strzałkowe. Do rywalizacji powróciła wraz z początkiem sezonu 2021/22.

## Osiągnięcia w narciarstwie alpejskim

### Igrzyska olimpijskie
| Miejsce | Dzień     | Rok  | Miejscowość | Konkurencja | Czas biegu | Strata | Zwyciężczyni     |
| ------- | --------- | ---- | ----------- | ----------- | ---------- | ------ | ---------------- |
| 15.     | 21 lutego | 2014 | Soczi       | Slalom      | 1:44,54    | +4,57  | Mikaela Shiffrin |

### Mistrzostwa świata
| Miejsce | Dzień     | Rok  | Miejscowość | Konkurencja | Czas biegu | Strata | Zwyciężczyni     |
| ------- | --------- | ---- | ----------- | ----------- | ---------- | ------ | ---------------- |
| DNF1    | 17 lutego | 2011 | Ga-Pa       | Gigant      | 2:20,54    | -      | Tina Maze        |
| 30.     | 16 lutego | 2013 | Schladming  | Slalom      | 1:39,85    | +6,29  | Mikaela Shiffrin |

### Puchar Świata

#### Miejsca w klasyfikacji generalnej
- sezon 2012/2013: 67.
- sezon 2013/2014: 86.

#### Miejsca na podium w zawodach
Phelan nigdy nie stanęła na podium zawodów PŚ w narciarstwie alpejskim.

## Osiągnięcia w narciarstwie dowolnym

### Igrzyska olimpijskie
| Miejsce | Dzień     | Rok  | Miejscowość | Konkurencja | Zwyciężczyni   |
| ------- | --------- | ---- | ----------- | ----------- | -------------- |
| 2.      | 23 lutego | 2018 | Pjongczang  | Skicross    | Kelsey Serwa   |
| 5.      | 17 lutego | 2022 | Pekin       | Skicross    | Sandra Näslund |

### Mistrzostwa świata
| Miejsce | Dzień    | Rok  | Miejscowość   | Konkurencja | Zwyciężczyni      |
| ------- | -------- | ---- | ------------- | ----------- | ----------------- |
| DNS     | 18 marca | 2017 | Sierra Nevada | Skicross    | Sandra Näslund    |
| 6.      | 2 lutego | 2019 | Solitude      | Skicross    | Marielle Thompson |

### Puchar Świata

#### Miejsca w klasyfikacji generalnej
- sezon 2015/2016: 141.
- sezon 2016/2017: 43.
- sezon 2017/2018: 10.
- sezon 2018/2019: 18.
- sezon 2019/2020: 18.

Od sezonu 2020/2021 klasyfikacja skicrossu zastąpiła klasyfikację generalną.
- sezon 2020/2021: –
- sezon 2021/2022: 4.

#### Miejsca na podium w zawodach
1. Arosa – 12 grudnia 2017 (skicross) – 3. miejsce
2. Sołniecznaja dolina – 3 marca 2018 (skicross) – 2. miejsce
3. Sołniecznaja dolina – 4 marca 2018 (skicross) – 2. miejsce
4. Idre – 20 stycznia 2019 (skicross) – 2. miejsce
5. Feldberg – 17 lutego 2019 (skicross) – 3. miejsce
6. Innichen – 20 grudnia 2019 (skicross) – 3. miejsce
7. Nakiska – 18 stycznia 2020 (skicross) – 2. miejsce
8. Idre – 25 stycznia 2020 (skicross) – 3. miejsce
9. Val Thorens – 11 grudnia 2021 (skicross) – 2. miejsce
10. Innichen – 19 grudnia 2021 (skicross) – 3. miejsce
11. Reiteralm – 13 marca 2022 (skicross) – 3. miejsce